# Округ Карол (Мисури)
Округ Карол (енгл. Carroll County) је округ у америчкој савезној држави Мисури.

## Демографија
По попису из 2010. године број становника је 9.295, што је 990 (-9,6%) становника мање него 2000. године.
| Група             | 2000.         | 2010.         |
| Белци             | 9.919 (96,4%) | 8.893 (95,7%) |
| Афроамериканци    | 177 (1,7%)    | 154 (1,7%)    |
| Азијати           | 13 (0,1%)     | 12 (0,1%)     |
| Хиспаноамериканци | 73 (0,7%)     | 118 (1,3%)    |
| Укупно            | 10.285        | 9.295         |